# Gliese 1061
Gliese 1061, o GJ 1061, è una stella nella costellazione dell'Orologio, particolarmente vicina al sistema solare (circa 12 a.l.). Date le sue ridotte dimensioni ed essendo assai più fredda del Sole, è solamente di tredicesima magnitudine e risulta invisibile ad occhio nudo dalla Terra.

## Osservazione
GJ 1061 è situata nell'estremità nord-orientale della costellazione dell'Orologio, a sud ovest di α Horologii e δ Horologii.
La stella fu probabilmente scoperta da Willem Jacob Luyten, che fu in grado di individuare il moto proprio di più di 520 000 stelle nonostante avesse perso un occhio fin dal 1925, costruendo un dispositivo a scansione automatica.

## Caratteristiche
Situata nella sequenza principale del diagramma H-R, è una nana rossa di tipo spettrale M5,5 V, simile a Proxima Centauri. Nel 1997, il RECONS ha fortemente rivisto la posizione di GJ 1061 portando la distanza a soli 11,9 al (Henry, 1997). GJ 1061 non sembra possedere compagne stellari le che orbitino attorno tra 1 e 10 volte la distanza Terra-Sole.
La stella presenta una luminosità circa mille volte inferiore al Sole, ha una massa del 12% di quella del Sole e di conseguenza caratteristiche simili a Proxima Centauri, la stella più vicina alla Terra, tuttavia rispetto a quest'ultima pare più tranquilla e meno soggetta ai violenti brillamenti delle nane rosse. Non pare avere altre stelle che la accompagnano, la stella a lei più vicina è la Stella di Kapteyn, che si trova a 3,7 anni luce di distanza.

## Zona abitabile
Un pianeta che eventualmente ruotasse attorno a GJ 1061 dovrebbe trovarsi, per essere dentro la zona abitabile ed avere acqua liquida in superficie, ad una distanza compresa tra 0,022 e 0,054 au, molto più vicina di quanto non sia Mercurio al Sole. A quella distanza molto probabilmente però il pianeta avrebbe una rotazione sincrona, e si avrebbe così un emisfero sempre illuminato dalla stella madre ed uno sempre in ombra.

## Sistema planetario
Analisi effettuate su osservazioni ottenute nel 2018 per tre mesi consecutivi con lo spettrografo HARPS di Gliese 1061 hanno evidenziato la presenza di tre candidati esopianeti di tipo terrestre o super-terre, mentre un quarto rilevamento pare più imputabile alla rotazione stellare sebbene non sia esclusa, al momento della pubblicazione della ricerca, l'esistenza di un quarto pianeta.
I tre pianeti hanno orbite rispettivamente, da quello più interno, di 3,204 ± 0.001, giorni, 6,689 ± 0.005 giorni e 13,03 ± 0.03 giorni con masse di 1,38; 1,75; 1,68 volte la massa terrestre. Il pianeta d sembra orbitare nella zona abitabile "conservativa" della sua stella, mentre il pianeta c orbita vicino al limite più interno della stessa zona abitabile.

### Prospetto del sistema
| Pianeta | Tipo      | Massa   | Periodo orb.  | Sem. maggiore | Eccentricità | Scoperta |
| ------- | --------- | ------- | ------------- | ------------- | ------------ | -------- |
| b       | Terrestre | 1,38 M⊕ | 3,204 giorni  | 0,021 UA      | < 0,31       | 2019     |
| c       | Terrestre | 1,75 M⊕ | 6,689 giorni  | 0,035 UA      | < 0,29       | 2019     |
| d       | Terrestre | 1,68 M⊕ | 13,031 giorni | 0,054 UA      | < 0,53       | 2019     |